# DM i landevejscykling 2025 – Enkeltstart (junior damer)
Junior damernes enkeltstart ved DM i landevejscykling 2025 blev afholdt lørdag den 17. maj i Skælskør. Løbet var den 26 udgave af DM i enkeltstart for junior damer. Distancen var 24,4 km, og løbet havde start og mål på Skælskør Havn. Danmarks Cykle Union, Slagelse Kommune og Salto Cycling Club var arrangør.
Ryttere født i 2007, 2008 og 2009 kunne deltage. For ryttere fra 2009 der var 2. års U17 ryttere, gjaldt det at de skulle have DCU-licens til at køre U19. Da tilmeldingsfristen udløb den 11. maj, var der ti ryttere fra fem hold skrevet på startlisten. Det største hold var Team Nyt Syn by Fialla med fem ryttere, hvor den forsvarende mester Ida Dam Fialla var den ene. 
Som ved mesterskaberne i 2024 blev det en stor triumf for Odense-holdet Team Nyt Syn by Fialla, da de besatte podiets tre øverste pladser. Ida Dam Fialla og Alma Walther Møller Rasmussen genvandt deres guld- og sølvmedalje, mens Mille Foldager Nielsen byttede sidste års 4. plads ud med bronzemedaljen. 

## Resultat
| \| Samlede stilling \| Samlede stilling \| Samlede stilling \| Samlede stilling \| Samlede stilling \| \| Rytter \| Rytter \| Hold \| Tid \| \| \| ---------------- \| --------------------------------- \| ------------------------ \| ---------------- \| ---------------- \| \| 1. \| Ida Fialla \| Nyt Syn by Fialla - U19P \| 34' 42" \| \| \| 2. \| Alma Walther Møller Rasmussen \| Nyt Syn by Fialla - U19P \| + 4" \| \| \| 3. \| Mille Foldager Nielsen \| Nyt Syn by Fialla - U19P \| + 1' 20" \| \| \| 4. \| Mathilde Cramer \| Team Rytger Carl Ras \| + 1' 27" \| \| \| 5. \| Selma Viktoria Wehberg \| Nyt Syn by Fialla - U19P \| + 2' 52" \| \| \| 6. \| Sarah Møller Madsen \| Roskilde Cykle Ring \| + 3' 06" \| \| \| 7. \| Kamma Bergholt \| Team Rytger Carl Ras \| + 3' 14" \| \| \| 8. \| Maja Kløcker-Larsen \| Cykling Odense \| + 3' 50" \| \| \| 9. \| Klara Schlüter \| Nyt Syn by Fialla - U19P \| + 4' 10" \| \| \| 10. \| Mathea Lilly Kazanowska Jørgensen \| Bornholms Cycle Club \| + 4' 48" \| \| |                                   |                          |          |
| |                                   |                          |          |
| Kilde: ProCyclingStats |                                   |                          |          |
| Samlede stilling |                                   |                          |          |
| Rytter | Rytter                            | Hold                     | Tid      |
| 1. | Ida Fialla                        | Nyt Syn by Fialla - U19P | 34' 42"  |
| 2. | Alma Walther Møller Rasmussen     | Nyt Syn by Fialla - U19P | + 4"     |
| 3. | Mille Foldager Nielsen            | Nyt Syn by Fialla - U19P | + 1' 20" |
| 4. | Mathilde Cramer                   | Team Rytger Carl Ras     | + 1' 27" |
| 5. | Selma Viktoria Wehberg            | Nyt Syn by Fialla - U19P | + 2' 52" |
| 6. | Sarah Møller Madsen               | Roskilde Cykle Ring      | + 3' 06" |
| 7. | Kamma Bergholt                    | Team Rytger Carl Ras     | + 3' 14" |
| 8. | Maja Kløcker-Larsen               | Cykling Odense           | + 3' 50" |
| 9. | Klara Schlüter                    | Nyt Syn by Fialla - U19P | + 4' 10" |
| 10. | Mathea Lilly Kazanowska Jørgensen | Bornholms Cycle Club     | + 4' 48" |

## Hold og ryttere
| DCU Elite Teams (2)- Nyt Syn by Fialla - U19P - Team Rytger Carl Ras Regional- og klubhold (3)- Bornholms Cycle Club - Roskilde Cykle Ring - Cykling Odense |
| |